# Tapos (Tapos)
Tapos is een bestuurslaag in het regentschap Depok van de provincie West-Java, Indonesië. Tapos telt 13.810 inwoners (volkstelling 2010).